# Tempestade tropical Chalane
A Tempestade tropical severa Chalane foi um ciclone tropical em dezembro de 2020 que atingiu Madagáscar e Moçambique e afetou o Zimbábue. Como a quarta depressão tropical, a terceira tempestade nomeada e a segunda tempestade tropical severa da temporada de ciclones no Índico Sudoeste de 2020-2021, Chalane desenvolveu-se a partir de uma zona de clima perturbado que foi monitorada pela primeira vez no RSMC La Réunion em 19 de dezembro. Apesar das condições se tornarem lentamente desfavoráveis, o sistema formou uma depressão tropical em 23 de dezembro devido à presença de uma onda Kelvin e uma onda de Rossby equatorial, bem como temperaturas quentes da superfície do mar. A depressão logo se fortaleceu na tempestade tropical Chalane no dia seguinte. Chalane atingiu Madagascar em 26 de dezembro e enfraqueceu, antes de emergir no Canal de Moçambique alguns dias depois. Posteriormente, Chalane reforçou, antes de fazer um desembarque em Moçambique em 30 de dezembro. O sistema enfraqueceu à medida que avançava para o interior, degenerando em um nível remanescente mais tarde naquele dia. No entanto, os remanescentes de Chalane continuaram se movendo para o oeste por mais alguns dias, emergindo no Atlântico Sul em 3 de janeiro, antes de se dissipar mais tarde naquele dia.
Conforme Chalane se fortalecia, a coordenação de suprimentos de emergência começou em Madagascar, Moçambique e Zimbábue, e o Joint Typhoon Warning Center emitiu um Alerta de Formação de Ciclone Tropical (TCFA). No final de 26 de dezembro, Chalane atingiu o continente em Madagascar, causando enchentes. Mas, no geral, houve poucos danos. Chalane foi rebaixado para uma depressão tropical quando passou por Madagascar. No dia 30 de dezembro, Chalane, agora uma Tempestade Tropical Severa, teve impacto em Moçambique, várias instituições foram danificadas, mas Chalane fez menos danos do que o esperado. No mesmo dia, Chalane atingiu o país no Zimbábue, antes de diminuir para uma baixa remanescente. O remanescente causou algumas chuvas nos países vizinhos. No geral, 7 pessoas morreram em Moçambique e o número de danos da tempestade é desconhecido.

## História meteorológica
Em 19 de dezembro, RSMC La Réunion começou a monitorar uma zona de mau tempo situada a aproximadamente 830 km (515 mi) a sudoeste de Diego Garcia. O sistema estava localizado em um ambiente favorável à intensificação devido à presença de uma onda Kelvin e uma onda de Rossby equatorial, bem como temperaturas quentes da superfície do mar. Chalane experimentou cisalhamento do vento vertical de baixo a moderado e um bom fluxo de saída de nível superior.  As condições começaram a se deteriorar nos próximos dias conforme o sistema serpenteava para o oeste, no entanto, a tempestade conseguiu atingir o status de depressão tropical em 23 de dezembro, já que o vento norte começou a afetar a tempestade, causando a maior parte da atividade da tempestade e ventos localizados ao sul do centro.  Aproximadamente um dia mais tarde, às 06:00 UTC 24 de dezembro de depressão fortaleceu a moderada tempestade tropical Chalane como uma passagem de scatterometer revelou ventos fortes no lado sul do campo de vento altamente assimétrico.  Como a tempestade estava se alinhando com a crista subtropical, Chalane começou a se fortalecer, com ventos chegando a 75 km/h (47 mph) conforme o cisalhamento do vento diminuiu. Na mesma época, o Joint Typhoon Warning Center emitiu um Alerta de formação de ciclones tropicais (TCFA).  Às 21:00 UTC desse dia, o JTWC designou Chalane como Tempestade Tropical 07S.
No entanto, Chalane continuou a lutar contra os efeitos do forte cisalhamento do vento norte-nordeste. Chalane passou logo ao sul da Ilha Tromelin em 25 de dezembro, onde uma leitura de pressão de 1.001,5 hPa (29,57 inHg) foi registada, indicando que Chalane provavelmente havia enfraquecido, embora também exibisse um padrão de nuvem em deterioração, portanto Chalane foi rebaixado de volta ao estado de depressão tropical às 18h00 UTC naquele dia.  Lentamente, Chalane continuou para o oeste em direção ao litoral malgaxe como uma depressão tropical.  A atividade convectiva permaneceu desorganizada enquanto o centro acelerou para oeste até o landfall em 26 de dezembro às 18:00 UTC em Mahavelona, Madagascar.  Chalane degenerou em depressão superficial pouco depois, em 27 de dezembro, embora seu centro ainda permanecesse intacto.  O MFR cessou os avisos neste momento, pois a reintensificação era incerta. Chalane fez a sua passagem sobre Madagáscar durante o resto do dia, antes de emergir sobre o Canal de Moçambique a 28 de dezembro, onde os alertas foram retomados e Chalane voltou a evoluir para uma depressão tropical. Seis horas depois, Chalane reintensificou-se em uma tempestade tropical moderada mais uma vez, com o desenvolvimento de uma faixa curva. Chalane continuou a se fortalecer com um nublado central denso junto com a banda curva se tornando aparente em imagens de satélite  Chalane ganhou status de tempestade tropical severa às 06h00 UTC em 29 de dezembro com a formação de uma parede do olho. Chalane continuou a ganhar força lentamente enquanto em seu ambiente favorável, ganhando força de pico 12 horas depois com ventos sustentados máximos de 110 km/h (68 mph) e uma pressão de 983 hPa (29,03 inHg). Pouco depois do pico, Chalane atingiu o norte da Beira, Moçambique, em 30 de dezembro e ficou sujeito a enfraquecimento.  Chalane degenerou em uma baixa remanescente mais tarde naquele dia sobre o Zimbábue, já que toda a atividade da tempestade havia cessado e o MRF emitiu o seu comunicado final sobre a tempestade.  No entanto, os remanescentes de Chalane continuaram para o oeste ao longo dos próximos dias, emergindo no Atlântico Sul em 3 de janeiro, antes de se dissipar logo depois.

## Preparações e impacto
Em 24 de dezembro, quando Chalane se tornou uma tempestade tropical, as autoridades em Madagascar, Moçambique e Zimbábue começaram a coordenar os suprimentos disponíveis para os preparativos para a tempestade. Enquanto isso, o Departamento de Mudanças Climáticas e Serviços Meteorológicos alertou que Chalane poderia trazer fortes ventos, chuvas fortes e inundações no Malaui.

### Moçambique
Antes da tempestade, em Moçambique, funcionários da província da Zambézia distribuíram kits às pessoas no caminho da tempestade. Além disso, o governo evacuou as pessoas que viviam no caminho da tempestade ou perto de rios para áreas mais seguras. A cidade portuária da Beira encerrou as suas actividades entre 29 de dezembro e 31 de dezembro por se encontrar no caminho de desembarque de Chalane. A LAM Mozambique Airlines cancelou voos da Beira, Chimoio, Nampula, Quelimane e Tete. Os funcionários do governo emitiram avisos de tempestade tropical de nível vermelho (alto risco) para as províncias de Sofala e Manica, aviso de tempestade tropical de nível laranja (risco moderado) para a província da Zambézia e aviso de tempestade tropical de nível amarelo (baixo risco) para a Província de Inhambane. Como se a região já não tivesse sido gravemente devastada pelo Ciclone Idai em 2019 com milhares de desabrigados de suas casas, Chalane atingiu o continente no início da manhã de 30 de dezembro, com ventos máximos sustentados de 45 nós (85 km/h, 50 mph). As autoridades afirmaram que Chalane causou menos danos do que o esperado. Infelizmente, 7 foram mortos nas províncias de Sofala e Manica, todas por afogamento nas cheias. Outros 10 ficaram feridos. De acordo com relatórios preliminares do Instituto Nacional de Gestão de Calamidades (INGC), na província de Sofala, pelo menos 10.930 pessoas (2.186 famílias) foram afectadas pelo Chalane. Cerca de 1.156 casas foram destruídas e 1.439 danificadas, cerca de 272 tendas no Buzi e Nhamatanda em locais de reassentamento onde as pessoas deslocadas pelo Ciclone Idai estavam foram destruídas e 82 escolas foram destruídas e 87 danificadas, afetando 22.910 alunos, de acordo com o INGC. Na província de Manica, 345 pessoas (69 famílias) foram afetadas e 68 casas e abrigos improvisados e 13 salas de aula foram destruídos, enquanto 11 unidades de saúde foram danificadas.

### Em outro lugar

#### Madagáscar
Com antecedência, Madagascar emitiu um alerta verde nas regiões de Sava e Analanjirofo e nos distritos de Toamasina. Chalane atingiu a costa no distrito de Fenoarivo Atsinanana no final de 26 de dezembro, com rajadas de vento máximas entre 40 e 50 km/h (25-31 mph). Chalane atingiu Madagascar com chuvas muito fortes, com Toamasina registando 351 mm de chuva em 24 horas em 27 de dezembro e Maintirano na região noroeste de Melaky registando 131 mm de chuva no dia seguinte. Rajadas de vento danificaram postes e algumas inundações foram relatadas. No entanto, os danos foram muito limitados em Madagascar.

#### Zimbábue
O serviço meteorológico do Zimbábue emitiu em 30 de dezembro, alertas para enchentes, inundações repentinas, chuvas repentinas, deslizamentos de terra ou de terra, ventos destrutivos e colapso de cabanas devido à humidade excessiva, já que a Depressão Tropical Chalane passou pelo país. Quando os avisos de tempestade tropical foram colocados em prática, a reabertura das escolas foi ainda mais atrasada tanto pelo clima inibidor produzido por Chalane quanto por um pico nos casos de COVID-19. O governo instalou abrigos em áreas sujeitas a inundações. Quando Chalane finalmente causou impacto na noite de 30 de dezembro como uma depressão tropical, fortes chuvas e rajadas de ventos fortes foram sentidas em Chimanimani East na província de Manicaland, com alguns telhados de casas explodidos, bem como interrupções de eletricidade e rede celular. Danos menores foram relatados a algumas instituições, incluindo o Hospital Chimanimani, a Escola Ndima e uma igreja local. Mais de 600 pessoas chegaram aos centros de evacuação no distrito de Chimanimani, muitos dos quais já começaram a voltar para casa, enquanto mais de 100 famílias de refugiados no campo de refugiados de Tongogara no distrito de Chipinge mudaram-se temporariamente para um terreno mais alto.

#### Namíbia
Os remanescentes de Chalane e um sistema de baixa pressão causaram fortes chuvas e tempestades em todo o país em 2 de janeiro. A parte Centro-Norte do país relatou chuvas totais de até 150 mm (5,9 dentro). Pelo menos 70 mm (2,75 em) de chuva caiu na área de Gobabis.